# NGC 3516
NGC 3516 ist eine linsenförmige Galaxie mit aktivem Galaxienkern vom Hubble-Typ SB0 im Sternbild Großer Bär. Sie ist schätzungsweise 124 Millionen Lichtjahre von der Milchstraße entfernt und hat einen Durchmesser von etwa 65.000 Lj. Die Galaxie weist eine außergewöhnliche zeitliche Helligkeitsfluktuation im Röntgenbereich auf.
Das Objekt wurde am 3. April 1785 von dem Astronomen William Herschel mit einem 18,7-Zoll-Teleskop entdeckt und ist im New General Catalogue verzeichnet.